# Ледовской, Виктор Иванович
Виктор Иванович Ледовской (14 июля 1942, Константиновка, Петровский район, Ставропольский край, РСФСР, СССР — 21 января 2025, Ставропольский край) — российский политический и хозяйственный деятель. Почётный гражданин города Невинномысска (2009).
Глава города Невинномысска (14 марта 2004 — 1 марта 2009).

## Биография
Родился в 1942 году в селе Константиновке Петровского района Ставропольского края, в семье служащего. В 1959 году завершил обучение в средней школе, а в 1973 году окончил обучение в Краснодарском политехническом институте, получив специальность инженер-механик по «холодильным и компрессорным машинам и установкам».
С июля 1959 по ноябрь 1961 года трудился учеником слесаря, а затем слесарем котельно-сварочного участка Кочубеевского завода гаражного автомобильного оборудования «ГАРО» Минавтошосдора РСФСР.
С ноября 1961 по декабрь 1964 года служил в ракетных частях стратегического назначения Сибирского военного округа. После демобилизации переехал в город Невинномысск Ставропольского края и трудоустроился на Всесоюзную ударную комсомольскую стройку «Невинномысский азотнотуковый завод».
Сначала работал котельщиком ремонтно-механического цеха, позже переведён аппаратчиком, затем стал старшим аппаратчиком цеха аммиака, потом работал аппаратчиком и главным оператором — начальником смены. В дальнейшем был назначен на должность заместителя начальника, а потом начальника цеха аммиака, после начальником производства азотных удобрений.
В ноябре 1984 года Виктора Ледовского назначили генеральным директором Невинномысского производственного объединения «Азот». Избирался членом парткома производственного объединения «Азот», представлял избирателей как депутат Невинномысского городского и Ставропольского краевого Советов народных депутатов.
В июле 2001 года был уволен с данного предприятия, в связи с выходом на пенсию.
С февраля по декабрь 2002 года трудился в ЗАО «Минерально-химическая компания Еврохим», занимал должность советника генерального директора.
14 марта 2004 года был избран главой города Невинномысска. На этой должности проработал до 2009 года.
В 2009 году на основании решения городских властей Виктору Ледовскому было присвоено звание «Почётный гражданин города Невинномысск».
Проживал в Невинномысске. Был женат, воспитал дочь Елену и сына Олега. Умер 21 января 2025 года в Ставропольском крае в возрасте 82 лет.

## Награды и звания
- Заслуженный химик Российской Федерации,
- Медаль «Ветеран труда»,
- Отличник химической промышленности,
- «Почётный гражданин города Невинномысск» (30.09.2009).